# Layla (wrestler)
Layla El, nota semplicemente come Layla (Londra, 25 giugno 1977), è una modella ed ex wrestler britannica, nota per i suoi trascorsi nella World Wrestling Entertainment tra il 2006 e il 2015.
Ha detenuto una volta il Women's Championship e due volte il Divas Championship.

## Carriera

### Gli esordi (2005–2006)
Prima di arrivare in WWE nel 2006, venne scelta dai Miami Heat come loro cheerleader e ha anche ballato per Kanye West agli MTV Video Music Awards. Successivamente si trasferisce a Miami.

### World Wrestling Entertainment (2006–2015)

#### Diva Search (2006–2007)
Partecipa alla terza edizione del WWE Diva Search, concorso che vince il 16 agosto 2006 all'Hard Rock Cafe di New York.
Dopo la vittoria, venne inserita nel roster di SmackDown!. Fece la sua prima apparizione ufficiale al pay-per-view  SummerSlam in un segmento nel backstage con molte altre Divas. Durante il segmento, le altre Divas inizialmente la insultarono e presero in giro prima di dirle che "era tutto uno scherzo" e faceva parte di una sorta di iniziazione. In seguito la trascinarono nelle docce completamente vestita e lì la sculacciarono tra le risate. La settimana successiva debuttò nel roster di Smackdown! in un'intervista con Mike "The Miz" Mizanin.
Successivamente iniziò quindi una rivalità con Kristal Marshall alleandosi ad Ashley; le due vinsero diversi match contro Marshall e Jillian Hall. Poco dopo la faida con Kristal divenne più accesa e nella loro rivalità si inserì anche The Miz, che si alleò con Kristal. Layla decise così di vendicarsi di The Miz: al pay-per-view No Mercy la ragazza promise a The Miz una lap dance in occasione del suo compleanno. The Miz si lasciò così bendare , che gli fece credere di stare ballando su di lui mentre in realtà si trattava di Big Dick Johnson.
Debuttò  sul ring in una "Diva Trick-or-Treat Battle Royal" il 24 ottobre. Nel match venne fatta cadere dall'apron da The Miz, che quindi la eliminò vendicandosi di quell'episodio. Anche la settimana successiva i due heel ebbero la meglio su Layla, affrontandola insieme a Vito in un intergender tag team match e sconfiggendola; a fine del combattimento, però, intervenne The Boogeyman per spaventare The Miz e Layla e Vito, anziché far scappare i due, li rimisero sul ring davanti al tenebroso wrestler. L'ultimo match fra le due diva avvenne a SmackDown! il 1º dicembre e fu Kristal a vincere.

#### Manager di William Regal (2007–2009)
Il 23 gennaio 2007 Layla passò alla ECW, dove insieme a Kelly Kelly e Brooke Adams, diede vita al gruppo delle Extreme Exposé. Le tre nel corso delle settimane apparvero in segmenti in cui ballavano insieme e di cui Layla fu la coreografa. Il 1º novembre Brooke venne licenziata e il trio si sciolse. Nel 2008 Layla divenne heel ed iniziò una rivalità con Kelly Kelly. Si alleò prima con Lena Yada e poi con Victoria per andare a scontrarsi con Kelly Kelly e Michelle McCool. Iniziò una rivalità contro McCool che finì con la vittoria di quest'ultima.
Con il Draft 2008 è passata al roster di Raw. Debuttò nell'episodio del 7 luglio in un tag team match con Jillian Hall perdendo contro Mickie James e Kelly Kelly, con quest'ultima che più tardi avrebbe annunciato di essere una nuova diva del roster rosso. Iniziò una storyline con Jamie Noble di cui diventò valletta. Il wrestler voleva impressionarla con le sue prestazioni sul ring, ma veniva sempre sconfitto e umiliato. Finalmente Noble vinse un match contro William Regal e riuscì ad impressionare la ragazza. Il 15 settembre Jamie Noble venne sconfitto da Paul Burchill e Layla tradì Noble a favore di Regal. La Diva accompagnò l'inglese anche quando il wrestler riuscì a vincere per la seconda volta in carriera l'Intercontinental Title sconfiggendo Santino Marella il 10 novembre 2008.

#### Alleanza con Michelle McCool (2009–2011)
Layla passa a SmackDown con la Draft Supplementare del 15 aprile 2009. Subito ha una faida con Eve Torres e le due si sfidano prima ad una gara di ballo e poi ad una sfida di braccio di ferro, entrambe vinte dalla Eve Torres. Esordisce come diva di SmackDown! il 26 maggio 2009, perdendo contro la sua rivale Eve Torres.
Nella fine di maggio e l'inizio di giugno compare nel backstage insieme a Maria e Melina, effettuando un Turn Face. Inizia poi a fare coppia con McCool e le due affrontano diverse volte Eve Torres e Melina e Layla passò nuovamente nella parte degli heel. A WWE Survivor Series 2009, Eve Torres, Gail Kim, Kelly Kelly, Melina e Mickie James sconfiggono il team formato da Beth Phoenix, Jillian Hall, Layla, McCool e Alicia Fox nel classico 5 on 5 match Survivor Series. A WWE Elimination Chamber 2010, Layla & McCool sconfiggono Gail Kim & Maryse in un tag team match. A WrestleMania XXVI, Alicia Fox, Layla, Maryse, McCool e Vickie Guerrero sconfiggono Beth Phoenix, Eve Torres, Gail Kim, Kelly Kelly e Mickie James. Nella puntata di SmackDown dell'11 maggio, McCool & Layla sconfiggono Beth Phoenix e conquistano il WWE Women's Championship. La campionessa riconosciuta ufficiale è stata Layla, anche se pure la McCool difendeva la corona. A WWE Money in the Bank 2010, Layla sconfigge Kelly Kelly e difende il titolo femminile. Nel frattempo, McCool unifica il WWE Divas Championship con il WWE Women's Championship e, anche se Layla poteva difenderlo, non viene riconosciuta come campionessa ufficiale. A WWE Bragging Rights 2010, Layla batte Natalya e difende il WWE Divas Championship. A WWE Survivor Series 2010, Natalya batte Layla & McCool in un handicap match e vince il WWE Divas Championship. A WWE TLC 2010, Beth Phoenix & Natalya battono Layla & McCool nel primo Divas Tag Team Tables Match della storia. A WWE Royal Rumble 2011, Layla partecipa al Fatal 4-Way match valido per il WWE Divas Championship ma il match viene vinto da Eve Torres che schiena proprio Layla per vincere. Il 15 aprile Layla litiga con McCool ed effettua un Turn Face. Il 29 aprile, a SmackDown!, Layla e McCool si sfidano ad un match che finisce in un doppio count out. A Extreme Rules 2011, Layla sconfigge McCool, la quale è costretta a lasciare la WWE. La federazione dopo il PPV comunica che Layla dovrà stare ferma per parecchi mesi per un infortunio serio al ginocchio.

#### Divas Champion, varie faide e ritiro (2012–2015)
Torna a sorpresa durante Extreme Rules prendendo il posto di un'infortunata Beth Phoenix nel match valido per il Divas Championship contro Nikki Bella; vince, diventando per la prima volta Divas Champion. A Over the Limit, batte Beth Phoenix e resta Divas Champion. A No Way Out, sconfigge nuovamente Beth Phoenix e mantiene ancora il Divas Championship. Nel PPV Money in the Bank riesce a sconfiggere il team heel formato da Beth Phoenix, Natalya, Eve Torres insieme a Kaitlyn e Tamina.
A Night of Champions, perde il titolo in favore di Eve Torres, che sostituisce Kaitlyn, infortunata. Nella puntata di Raw del 15 ottobre perde contro Eve Torres in un Divas Championship match, anche se aveva messo il piede sulle corde durante il conteggio. Ad Hell in a Cell non riesce a conquistare il titolo contro Kaitlyn ed Eve, che rimane così campionessa.
A WWE TLC partecipa al "Santa's Helper" No.1 Contender's Diva Battle Royal, ma viene eliminata da Tamina Snuka.
Nella puntata di Smackdown del 2 agosto, Layla impedisce a Kaitlyn di eseguire la Spear su AJ Lee effettuando così un turn heel alleandosi con quest'ultima.
Diventa poi fidanzata e valletta di Fandango suscitando le ire della sua ex valletta, Summer Rae. Dopo diversi scontri con Summer Rae, tra cui uno nel PPV Money In The Bank, dove a vincere è stata proprio Layla, le due Divas si sono coalizzate contro Fandango. Le due hanno poi formato un team, le Slayers. Combattono il loro primo match da coppia nell'episodio di Smackdown del 18 luglio, perdendo contro AJ Lee e Paige. Nell'episodio di Main Event del 2 settembre, ottengono la loro prima vittoria battendo Natalya e Rosa Mendes. Nella puntata di Raw del 13 ottobre, Layla ed AJ Lee affrontano Paige e Alicia Fox, nel momento in cui AJ chiede il tag, Layla lo rifiuta lasciando da sola AJ che riesce a vincere ugualmente il match. Dopo il match la campionessa femminile scaraventa Layla sulle transenne. Nella puntata del 17 ottobre di SmackDown, viene sconfitta da AJ Lee. A causa di un infortunio ad un ginocchio Layla è costretta a stare fuori dal ring per 4 mesi.
Fa il suo ritorno nella puntata di Main Event del 14 aprile, battendo Emma. Nella Puntata di Main Event del 9 giugno perde in coppia con Emma contro Naomi e Tamina. Nella Puntata di Superstars del 13 giugno viene battuta da Paige.
Il 29 luglio 2015 ha annunciato il ritiro dal wrestling.

## Altri media
Da quando Layla vinse il Divas Search si impegnò anche nel mondo della moda. Lavorò per riviste come King, Smooth e fu sulla copertina di Liquid. Posò per FHM con gli altri membri dell'Extreme Exposè. Insieme a Beth Phoenix e Candice Michelle apparve nell'uscita del Febbraio 2009 di Flex Magazine.
Nel 2007 Layla ha partecipato al video musicale di Timbaland "Throw it on me" insieme alle Divas Ashley, Torrie Wilson, Brooke, Kelly Kelly e Maryse.
Fu anche ospite del game show Identity.
Nella settimana del 5 novembre 2007 Layla apparve insieme ad altre WWE Superstars in cinque episodi di Family Feud. Il 6 febbraio 2008 apparve a Project Runway con altre Divas per la sfida settimanale.
Ha preso parte il 13 aprile 2008 ad un episodio di Celebrity Fit Club Boot Camp come allenatrice.

## Nel wrestling

### Mosse finali
- Bombshell (Roundhouse kick) – 2012-2015
- Facelift (Diving somersault inverted facelock jawbreaker)
- Layout (Kneeling Hangman's Neckbreaker)

## Titoli e riconoscimenti
Pro Wrestling Illustrated
- 13º nella classifica delle migliori 50 wrestlers di sesso femminile su PWi 500 (2011)[2]
- 6º nella classifica delle migliori 50 wrestlers di sesso femminile su PWi 500 (2012)[3]

World Wrestling Entertainment
- WWE Divas Championship (1)
- WWE Women's Championship (1)
- WWE Diva Search (2006)
- Slammy Award per Knucklehead Moment of the Year 2010